# Szklana kula (powieść)
Szklana kula – czwarta książka Zofii Romanowiczowej wydana latem 1964 roku nakładem oficyny wydawniczej „Libella”. Okładkę zaprojektował Władysław Szomański. 

## Geneza powieści
W 1956 roku na łamach „Wiadomości” Zofia Romanowiczowa opublikowała opowiadanie pt. Gąska, które w zmienionej wersji zostało włączone do wydanej w 1964 powieści jako jej rozdziały szósty i siódmy. Pierwotnie książka miała nosić tytuł Ifigenia z Radomia. W książce Arkadiusza Morawca czytamy: „Fragmenty nieukończonego jeszcze utworu autorka odczytała podczas zorganizowanego przez Związek Pisarzy Polskich na Obczyźnie wieczoru autorskiego, który odbył się pod koniec 1963 roku w Instytucie im. gen. Sikorskiego w Londynie”.

## O powieści
Szklana kula to opowieść o krótkim życiu młodej radomianki, Haliny, której dzieciństwo i wczesna młodość zostały brutalnie przerwane przez wybuch II wojny światowej, w trakcie której Halina, wraz z ojcem, bierze udział w działaniach Polskiego Państwa Podziemnego. 

## Problematyka powieści
Szklana kula jest powieścią inspirowaną wątkami autobiograficznymi z życia pisarki. Jest to jedyna powieść Zofii Romanowiczowej, której akcja umiejscowiona jest w jej rodzinnym Radomiu. Arkadiusz Morawiec stwierdza, że Szklana kula to „opowieść o doświadczaniu, poznawaniu, uczenia się świata”. Anna Jamrozek-Sowa określa Szklaną kulę jako książkę, w której „bardzo wyraźnie postawione zostało zagadnienie cierpienia przeżywanego w wymiarze duchowym”.

## Recepcja powieści
Szklana kula spotkała się ze sporym zainteresowaniem krytyki emigracyjnej i mniejszym – krajowej. Powieść została zgłoszona do nagrody „Wiadomości” za rok 1964.